# Jules Philippin
Jules Philippin (* 18. Juni 1818 in Le Locle; † 15. Dezember 1882 in Neuchâtel) war ein Schweizer Politiker und Rechtsanwalt. Er vertrat den Kanton Neuenburg sowohl im Nationalrat als auch im Ständerat. Zweimal amtierte er als Nationalratspräsident. Ebenso gehörte er dem Neuenburger Staatsrat an.

## Biografie

### Berufliche Karriere
Der älteste Sohn des Schuhmachers Samuel-Henri Philippin und von Augustine Humbert-Droz konnte wegen Geldmangels nur zeitweise die Primarschule in Le Locle besuchen. 1830 zog er in das Waisenhaus von Neuchâtel, wo er vier Jahre später eine Lehre als Uhrengehäusemacher abschliessen konnte. Von 1834 bis 1839 war Philippin Sekretär des Notars Jacottet, ebenso von 1836 bis 1838 bei der Bürgergemeinde Neuchâtel. Darüber hinaus arbeitete er ab 1839 als Tiefbauinspektor. Er studierte Recht im Selbststudium, was es ihm 1840 ermöglichte, das Notariatsexamen abzulegen. 1848 musste er als Tiefbauinspektor zurücktreten, weil die Radikalliberalen ihn verdächtigten, ein Anhänger der eben erst gestürzten preussenfreundlichen monarchistischen Regierung zu sein. Philippin begann daraufhin als Rechtsanwalt zu arbeiten und erwarb sich Vertrauen, indem er sich 1849 der Partei der Radikalliberalen anschloss. Daraufhin arbeitete er fast zwei Jahre lang als Staatsanwalt.
Philippin interessierte sich sehr für Eisenbahnen. Ab 1852 war er beruflich fast ausschliesslich für die Bahngesellschaft Franco-Suisse tätig und trug als Rechtsanwalt massgeblich zu ihrer Gründung bei. Er war gleichzeitig Generalsekretär und Rechtsberater des Unternehmens, wobei er ab 1856 die Enteignungsverfahren leitete. Nach der Vollendung des Streckennetzes gehörte er von 1861 bis 1864 der Geschäftsführung an. 1865 ging die Franco-Suisse mit der Suisse Occidentale eine Betriebsgemeinschaft ein, worauf er zum Partnerunternehmen wechselte. Dieses leitete er von 1871 bis 1873 als Vorsitzender der Geschäftsführung. Philippin hielt die Zersplitterung des Schweizer Eisenbahnnetzes für unrentabel. 1862 strebte er vergeblich die Fusion der Franco-Suisse mit der Jura industriel an, woraus ein gesamtschweizerisches Unternehmen hätte entstehen sollen. Er gehörte den Verwaltungsräten der Franco-Suisse und der Jura bernois an. Ebenso war er Vorstandsmitglied der Neuenburger Sparkasse und einer Aktiengesellschaft für den Bau von Mietwohnungen. Im Militär stieg er bis zum Rang eines Obersten auf.

### Politik
Philippins politische Karriere begann 1852 mit der Wahl in den Grossen Rat des Kantons Neuenburg, dem er bis 1875 angehörte. Diesen präsidierte er in den Jahren 1867 bis 1869, 1871 bis 1872 sowie 1874. Als Mitglied der Rechtskommission des Grossen Rates gehörte er zu den Mitverfassern des kantonalen Zivilgesetzbuches. Er kandidierte 1854 erstmals als Nationalrat, wurde aber nicht gewählt. Stattdessen wählte ihn der Grosse Rat 1856 zu einem der beiden Vertreter des Kantons Neuenburgs im Ständerat, dem er vier Jahre lang angehörte. Parallel dazu legte er 1857 als Mitglied einer Sonderkommission in der Gemeinde Neuchâtel die Gemeindeordnung fest, ein Jahr später sass er im kantonalen Verfassungsrat.
Bei den Nationalratswahlen 1860 war Philippin erfolgreich und wechselte von Stände- in den Nationalrat. Daraufhin gelang ihm siebenmal in Folge die Wiederwahl. Im Nationalrat präsidierte er die Kommissionen für die Verfassungsrevisionen von 1872 und 1874, setzte sich ohne Erfolg für die Abschaffung der Todesstrafe ein und untersuchte 1881 in dessen Auftrag die Wahlfälschungen bei den Nationalratswahlen 1881 im Kanton Tessin. Sowohl 1866/67 als auch 1878 amtierte er als Nationalratspräsident. Für die Schweizer Bundesregierung führte er im Ausland Verhandlungen zu Eisenbahn-, Militär- und Auswanderungsfragen. Auf kommunaler Ebene gehörte Philippin von 1865 bis 1867 dem Generalrat von Neuchâtel an. Schliesslich war er von 1875 bis 1882 Mitglied des Neuenburger Staatsrates und leitete als solcher das Baudepartement.